# Rogacz (899 m)
Rogacz (899 m) – szczyt Beskidu Małego, znajdujący się w jego zachodniej części położonej na zachód od doliny Soły. Jest to tzw. Grupa Magurki Wilkowickiej. Rogacz znajduje się w tym samym grzbiecie co najwyższy szczyt Beskidu Małego Czupel (930 m), w odległości 730 m (w linii prostej) na wschód od niego. Obydwa szczyty oddzielone są przełęczą Wysokie Siodło. Na Rogaczu grzbiet rozgałęzia się na dwie odnogi: południowo-wschodnią z Suchym Wierchem i północno-wschodnią. Obydwie opadają na wschód do Jeziora Międzybrodzkiego. Z dolin między trzema grzbietami Rogacza spływają trzy potoki: Roztoka, Suchy Potok i potok Piekło.
Nieco poniżej szczytu Rogacza prowadzą dwa szlaki turystyczne; czerwony po wschodniej stronie, niebieski po południowej stronie. Krzyżują się z sobą na przełęczy Wysokie Siodło. Rogacz jest zalesiony, jednak z poręby poniżej jego wierzchołka (przy niebieskim szlaku na południowo-zachodnich stokach) widoczne są odległe szczyty Beskidu Żywieckiego i Śląskiego oraz szczyt Czupla. Przy niebieskim szlaku pod szczytem Rogacza znajduje się Jelenie Źródło.
Na północno-wschodnich stokach Rogacza znajduje się naturalne zbiorowisko lasu jesionowego- klonowego. Występowanie tego typu lasu na tej wysokości (regiel dolny) jest rzadkością. W lesie tym występują także skupiska głazów i rosną rośliny chronione. Jest to obszar zasługujący na ochronę.
Grzbietem Rogacza biegnie granica między miejscowościami Międzybrodzie Bialskie i Czernichów w województwie śląskim, w powiecie żywieckim.
Szlaki turystyczne
 Czernichów – Suchy Wierch – Rogacz – Wysokie Siodło – Czupel – Magurka Wilkowicka
 Łodygowice – Przysłop – Wysokie Siodło – Międzybrodzie Bialskie.